# Wycombe (district)
Wycombe est un ancien district du Buckinghamshire, en Angleterre. Il était administré par le Wycombe District Council, basé à High Wycombe. Il est créé le 1er avril 1974 et disparaît le 1er avril 2020, lorsqu'une réforme de l'administration locale du Buckinghamshire dissout les anciens districts du comté.

## Liste des localités
Le district de Wycombe comprenait trois villes :
- High Wycombe
- Princes Risborough
- Marlow

et 24 villages et paroisses civiles :
- Bledlow-cum-Saunderton
- Bourne End
- Bradenham
- Downley
- Ellesborough
- Fawley
- Great and Little Hampden
- Great and Little Kimble
- Great Marlow
- Hambleden
- Hazlemere
- Hedsor
- Hughenden Valley
- Ibstone
- Lacey Green
- Lane End
- Little Marlow
- Longwick-cum-Ilmer
- Medmenham
- Piddington and Wheeler End
- Radnage
- Stokenchurch
- Turville
- West Wycombe
- Wooburn